# Dario Khan
Dario Ivan Khan (ur. 24 stycznia 1984) – mozambicki piłkarz, grający na pozycji obrońcy w klubie CD Costa do Sol. Mierzy 185 cm wzrostu.

## Kariera

### Klubowa
Jest wychowankiem mozambickiego klubu Ferroviário de Maputo, w którym grał w 2003 roku. Następnie, w latach 2004-2009 występował w sudańskim Al-Hilal Omdurman. Potem przez krótki czas był graczem egipskiego Ismaily SC. Aktualnie występuje w katarskim Al-Kharitiyath SC. W 2011 roku był wypożyczony do Liga Muçulmana Maputo.

### Reprezentacja
W reprezentacji grał 51 razy. Ani razu nie trafił do siatki rywala. Jednym z jego większych osiągnięć jest występ na angolskich boiskach, podczas Pucharu Narodów Afryki 2010. Mozambik odpadł po fazie grupowej.